# Aces High Light Aircraft
Aces High Light Aircraft était un fabricant canadien d’avions légers destinés à la construction amateur installé à London, Ontario qui a disparu au milieu des années 1990 après avoir livré environ 200 Aces High Cuby,,.